# Капещица
Капещица (на албански: Kapshticë или Kapshtica) е село в Албания, в община Девол, част от административната област Корча.

## География
Капещица е разположено в областта Девол на около 35 километра източно от град Корча и на няколко километра западно от албано-гръцката граница в подножието на най-западните разклонения на планината Корбец над река Девол. В Капещица е Граничният контролно-пропускателен пункт Капещица-Смърдеш (Кристалопиги).

## История
Според статистиката на Васил Кънчов („Македония. Етнография и статистика“) в 1900 Капещица има 150 жители арнаути християни и 400 арнаути мохамедани.
На Етнографската карта на Битолския вилает на Картографския институт в София от 1901 година Капещица е чисто албанско мюсюлманско село в Корчанската каза на Корчанския санджак със 125 къщи.
Гръцка статистика от 1905 година представя селото като смесено гръцко-турско – с 60 жители гърци и 500 турци. Селото попада в Албания в 1912 година. В 1913 година селото има 487 души население, а в 1920 – 452.
Георги Христов обозначава на картата си селото като Капешница (Kapéchnitza).
В 1915 година костурчанинът учител Георги Райков пише:
| „ | 3/4 ч. на запад от с. Въмбел, през което минава шосето от гр. Лерин за Албания, в един трап е разположено с. Капещица, смесено с турци, албанци и българи, от които турците говорят албански, а българите – български. За духовен началник признаваха българския Екзарх Йосиф I. | “ |

Селото праща башибозук, който опожарява и разграбва съседните български села по времето на Илинденското въстание.
На 28 май 1920 година в него е подписан гръцко-албанският Капещински протокол, който урежда малцинствения статут на гърците в останалия в Албания Северен Епир.
До 2015 година селото е част от община Център Билища.

## Личности
Родени в Капещица
- Касъм ага (? – 1900), едър земевладелец, убит от ВМОРО

Починали в Капещица
- Димитър Касев (Касов, 1892 – 5 декември 1912), опълченец от Македоно-одринското опълчение, Костурска съединена чета[8][9]